# Науменко Микола Вікторович
Микола Вікторович Науменко (нар. 1 лютого 1945, село Рубіжне Клімовського району, тепер Брянської області, Російська Федерація) — український діяч, радянський військовик, полковник. Народний депутат України 1-го скликання.

## Біографія
Народився у селянській родині.
У 1963—1967 роках — курсант Омського вищого загальновійськового командного училища.
Член КПРС з 1965 по 1991 рік.
У 1967—1970 роках — командир мотострілецького взводу у Групі радянських військ у Німецькій Демократичній Республіці.
У 1970—1973 роках — командир мотострілецької роти Прикарпатського військового округу (місто Старокостянтинів, Хмельницької області).
У 1973—1977 роках — начальник штабу, заступник командира окремого розвідувального батальйону (місто Старокостянтинів, Хмельницької області).
У 1977—1979 роках — начальник штабу — заступник командира, командир 72-го батальйону винищувачів танків (місто Старокостянтинів, Хмельницької області).
У 1979—1981 роках — начальник штабу танкового полку (місто Хмельницький).
У 1981 році закінчив Військову академію бронетанкових військ.
У 1981—1982 роках — заступник командира 70-ї окремої мотострілецької бригади 40-ї Армії обмеженого контингенту радянських військ в місті Кандагарі (Афганістан), важко поранений з втратою обох ніг. У 1982—1983 роках — на лікуванні в Головному військовому госпіталі імені Бурденка, інвалід I групи.
У 1983—1994 роках — старший викладач військової психології та педагогіки Хмельницького вищого командного артилерійського училища імені Маршала артилерії Яковлева.
18.03.1990 року обраний народним депутатом України, 2-й тур 50,43 % голосів, 11 претендентів. Голова Комісії ВР в справах ветеранів, пенсіонерів, інвалідів, репресованих, малозабезпечених і воїнів-інтернаціоналістів.
У 1994—1996 роках — начальник Першого відділу — заступник Хмельницького обласного військового комісара.
З 1996 року — у відставці, на пенсії.

## Звання
- полковник

## Нагороди
- орден Червоної Зірки
- орден «За заслуги» ІІІ ступеня
- 10 медалей